# جون شابمان (ضابط)
جون شابمان (بالإنجليزية: John Chapman)‏ هو ضابط أسترالي، ولد في 15 ديسمبر 1896 في Braidwood, New South Wales ‏ في أستراليا، وتوفي في 19 أبريل 1963 في Mosman, New South Wales ‏ في أستراليا.